# Krystyn Strzelecki

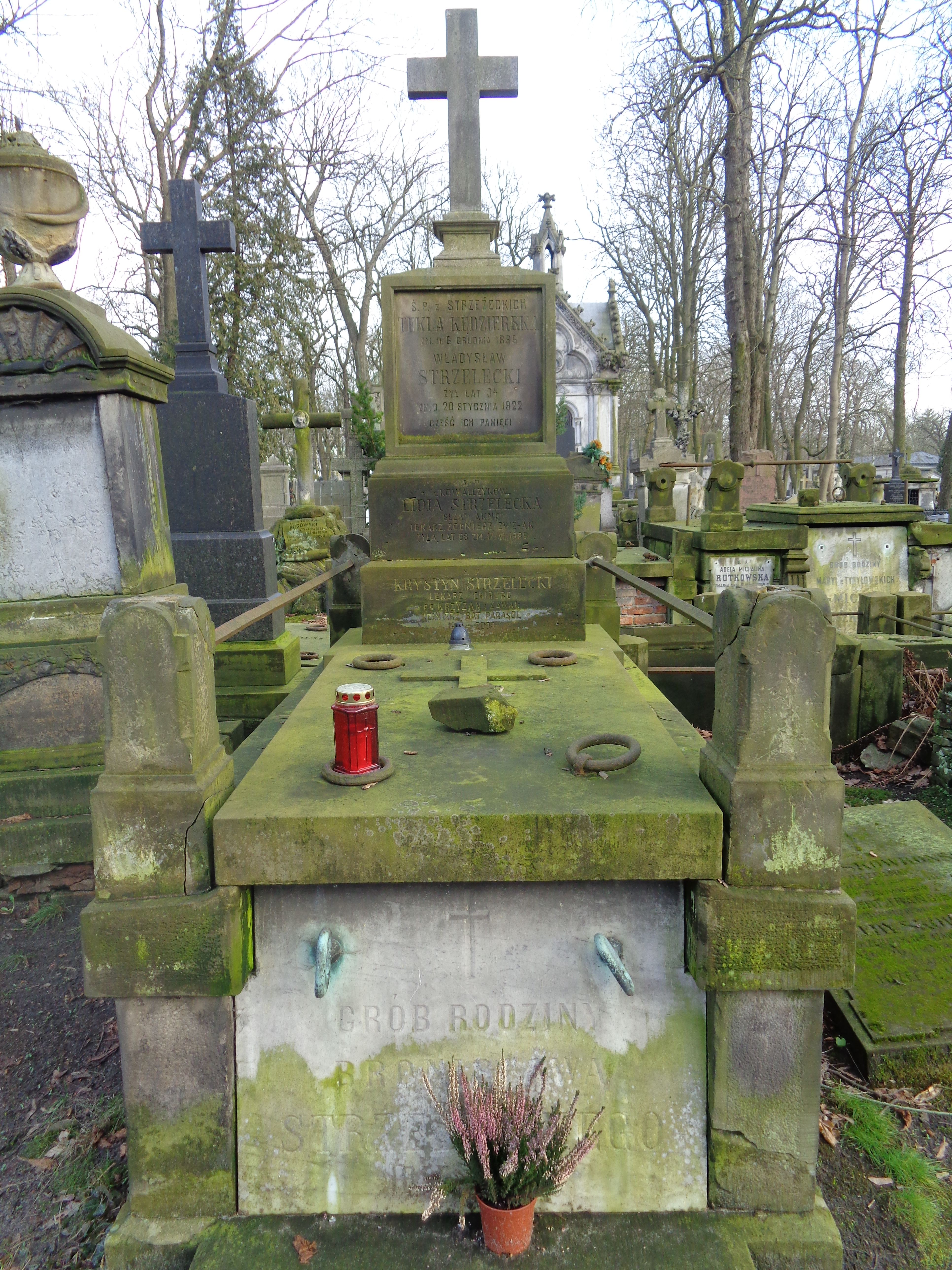
Grób Krystyna Strzeleckiego na cmentarzu Powązkowskim

Krystyn Józef Strzelecki pseudonim „Krzyżan” i „Zawał” (ur. 9 stycznia 1921 w Warszawie, zm. 16 marca 2008) – polski chirurg, major rezerwy WP, wyróżniony medalem „Sprawiedliwy wśród Narodów Świata”.
Syn Cezariusza i Anny z d. Klochowicz. W 1938 r. ukończył Gimnazjum i Liceum im. A. Mickiewicza, po czym rozpoczął studia medyczne na Uniwersytecie Warszawskim. 1 września 1939 r. otrzymał przydział do szpitala polowego nr 901 w DOK Brześć. Od 1941 r. kontynuował studia. Dyplom lekarza uzyskał w 1946 r. w Poznaniu, a specjalizację chirurgiczną w 1956.

## II wojna światowa
Podczas II wojny światowej działał w konspiracji, w szeregach batalionu „Parasol”, jako dowódca 2. drużyny w II plutonie. Na początku 1944 roku jako student IV roku medycyny wraz z narzeczoną Lidią Kowalczyk ps. „Akne” wszedł w skład tzw. sekcji instruktorskiej plutonu, która kształciła żołnierzy. Elew Szkoły Podchorążych Sanitarnych.
Uczestnik:
- akcji Wilanów (dowódca grupy „Ubezpieczenie II”),
- akcji Fruhwirth (dowódca akcji)[2],
- akcji Braun (obserwator).

Podczas powstania warszawskiego 15 sierpnia poślubił Lidią Strzelecką ps. „Akne”. Jako lekarz niósł pomoc rannym w walkach na Woli, Starym Mieście i Czerniakowie, gdzie sam doznał poważnej rany – 19 września na Czerniakowie. Rannego Krystyna przeniesiono do budynku, w którym wybuchł pożar. Uratowany został przez swoją żonę – rozbroiła ona Niemca, który zapędził się na „ziemię niczyją” i zmusiła go do niesienia rannego. Udało się jej dotrzeć do Wisły i umieścić „Zawała” na jednej z ostatnich łodzi odpływających na prawy brzeg, gdzie było już Wojsko Polskie. Obawiając się jednak, by ranny nie wypadł z łodzi, w pełnym umundurowaniu wskoczyła do wody i płynęła, asekurując męża.
Po wojnie pracował jako chirurg. Miał córkę Sylwię.
Pochowany 26 marca 2008 r. na Starych Powązkach w Warszawie (kw. 29-6-25).

## Ordery i odznaczenia
- Krzyż Srebrny Orderu Wojskowego Virtuti Militari
- Krzyż Kawalerski Orderu Odrodzenia Polski
- Krzyż Oficerski Orderu Odrodzenia Polski (2001)[4]
- Krzyż Walecznych (dwukrotnie)
- Sprawiedliwy wśród Narodów Świata (1983, wraz z matką Anną i siostrami Aliną Marią i Barbarą)[1]